# Бран (замок)
Замок Бран (рум. Castelul Bran; То́рксвар, венг. Törcsvár; То́рцбург, нем. Törzburg) — замок в Румынии в местечке Бран, расположенном в 30 км от Брашова, на границе Мунтении и Трансильвании.

## История
Замок был построен в конце XIII века местными жителями своими силами и за собственные средства, за что они были освобождены от уплаты налогов в казну государства в течение нескольких веков. В 1622—1625 гг. дополнительно были достроены две защитные башни.

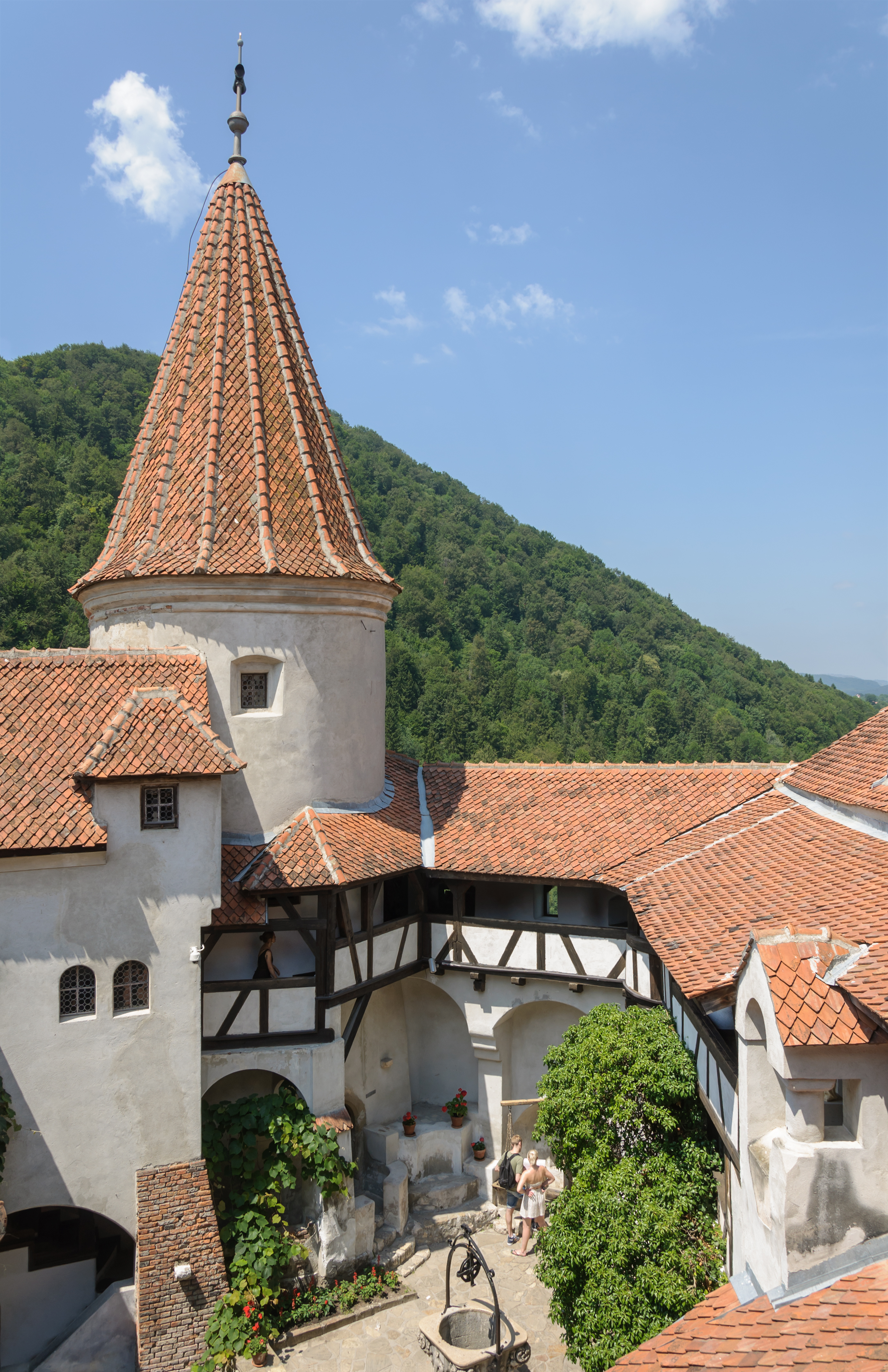
Внутренний двор

Возведенный на вершине скалы, он имеет необычную трапециевидную форму. Замок Бран служил стратегической оборонной крепостью. В нём есть четыре уровня, которые соединяются лестницей, а залы и коридоры замка составляют лабиринт.

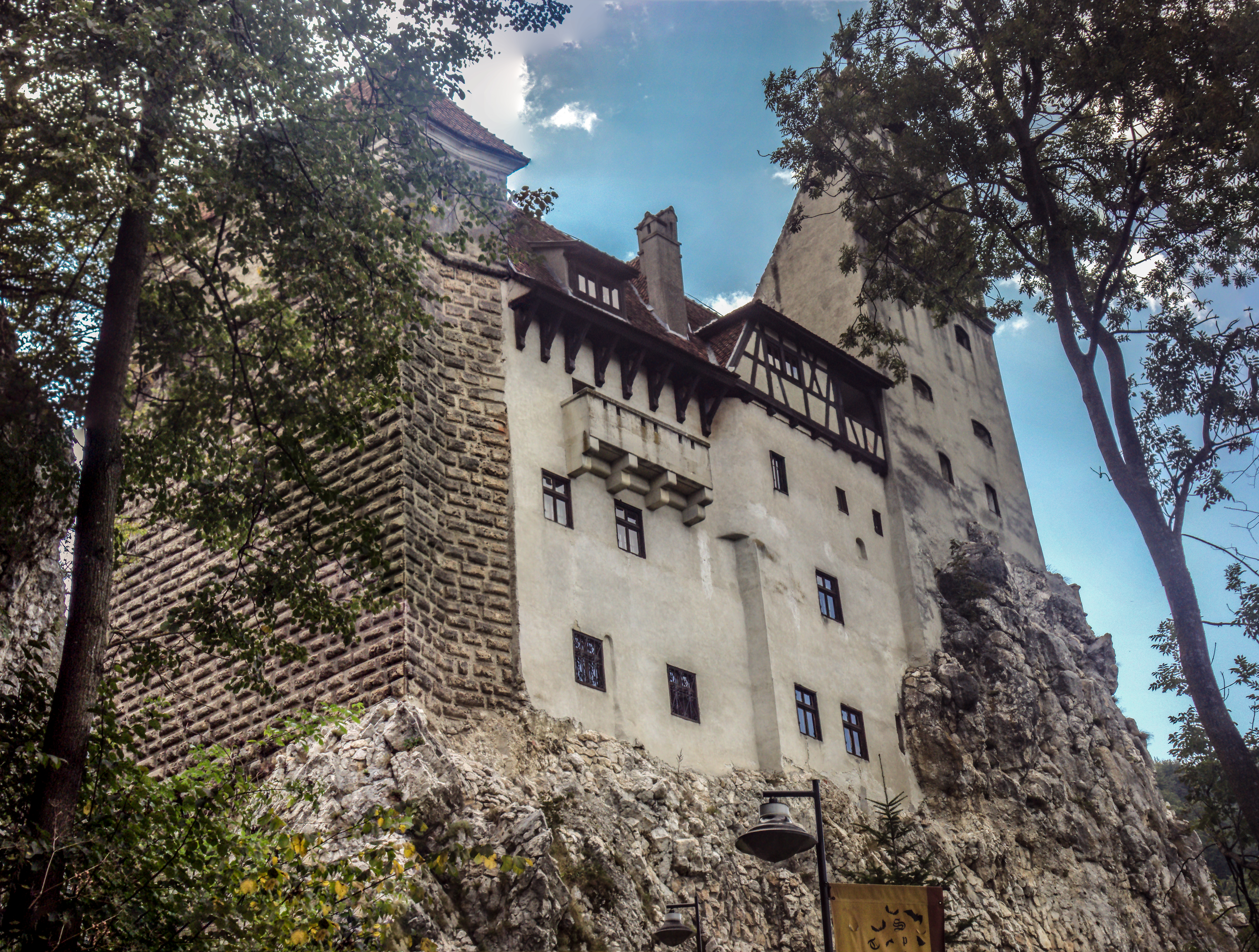
Замок Бран

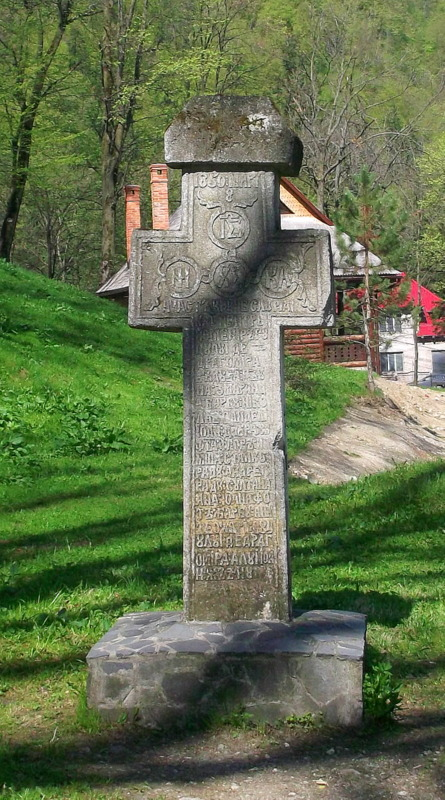
Крест в саду замка

Во внутреннем дворике есть колодец, который по преданию ведёт к подземным помещениям.
Замок Бран имел много хозяев на своем веку. Сначала он принадлежал господарю Мирче Старому, а затем жителям Брашова и Габсбургской Империи. Согласно легенде, здесь ночевал известный господарь Влад Цепеш-Дракула во время своих походов, а местность, окружающая замок Бран, была излюбленным местом охоты господаря Цепеша. По одной из версий, его пытали в подземельях замка турки, и поэтому замок Бран также называют замком Дракулы.
После 1918 года, одновременно с провозглашением Великой Румынии, жители Брашова, предки которых воздвигли этот замок, подарили его королеве Марии в знак своей любви и преданности, после чего замок Бран стал королевской резиденцией.

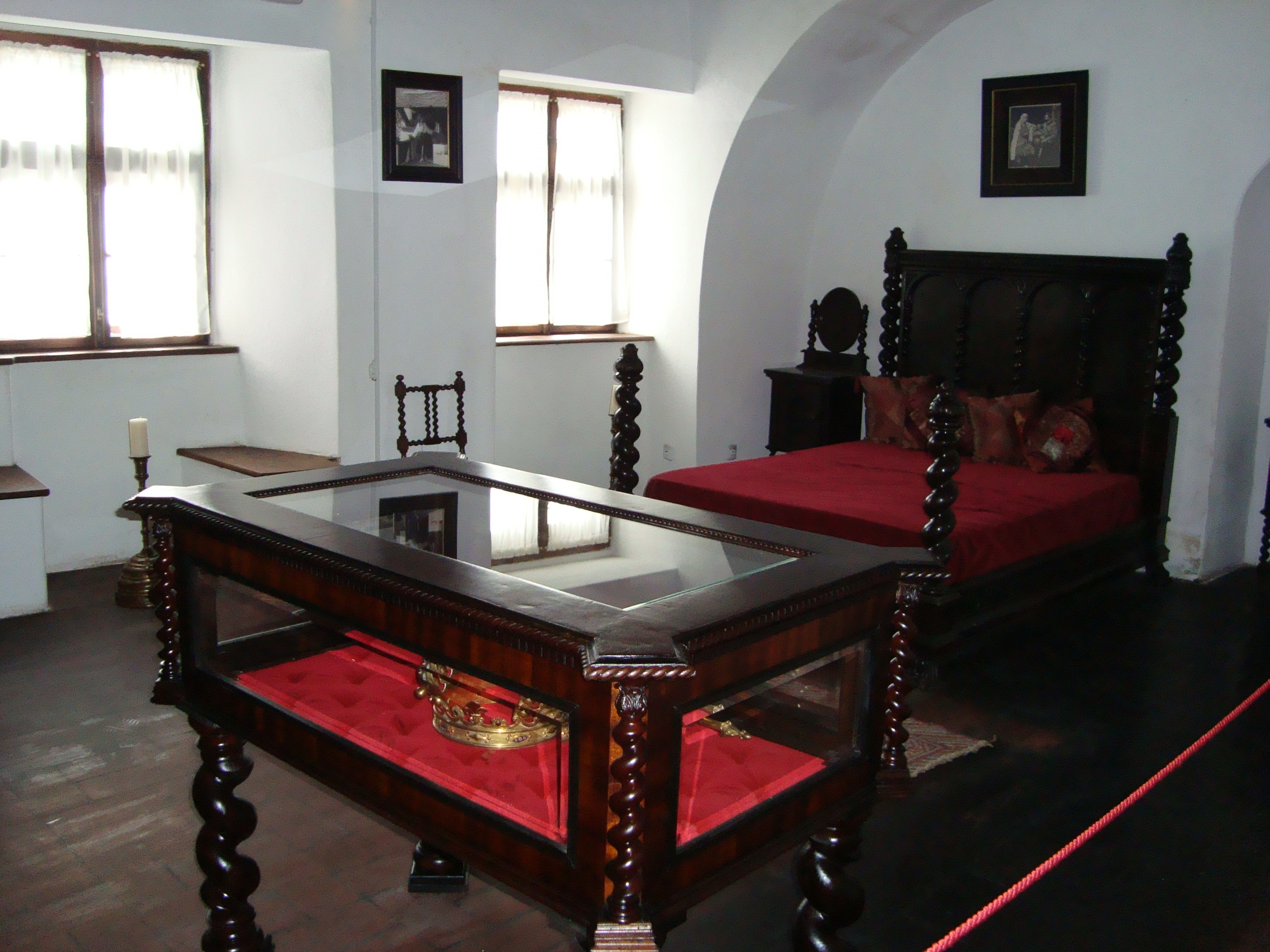
Обстановка замка

C 2006 года, согласно новому закону Румынии о возвращении территорий прежним владельцам, замок принадлежит Доминику Габсбургу — потомку румынских королей, внуку королевы Марии. После передачи замка владельцу вся мебель была вывезена в музеи Бухареста, и Доминику Габсбургу пришлось заново воссоздавать убранство замка, покупая различные антикварные предметы.
Местечко Бран славится также своими сырами, рецепт приготовления которых держится в тайне и передается от одного поколения к другому.
На местном рынке можно приобрести вязаные вещи из натуральной шерсти, а также сувениры, большинство из которых обыгрывают образ Дракулы.